# Kaos
Kaos is een Italiaanse poëtische film uit 1984 onder regie van Paolo en Vittorio Taviani. Het is een verfilming van vijf novellen van Luigi Pirandello uit de 19e eeuw, die spelen op Sicilië.

## Verhaal
De film begint met een aantal mannen die een raaf te pakken hebben. Deze raaf wordt een bel om de nek gebonden, en het beeld van deze raaf verbindt de vijf delen.
- De andere zoon gaat over een moeder van wie twee zoons naar de Verenigde Staten zijn geëmigreerd. Ze probeert (als analfabete) brieven te schrijven, maar hoort niets van haar zoons. Er is echter een derde zoon, die gewoon in de buurt is. Van hem wil zij echter niets weten. Daar blijkt een geheim achter te zitten, dat wordt onthuld in flashbacks naar 1848.
- Maanziek gaat over een jonge vrouw die trouwt met een man die maanziek blijkt te zijn. De man probeert het huwelijk te redden door de komst van een knappe jongen bij volle maan toe te staan.
- De kruik Don Lollò bestelt een uitzonderlijk grote kruik voor zijn olijfolie in een goed oogstjaar. De kruik breekt echter vrijwel meteen. Een reparateur wordt ingehuurd, die met heel bijzondere lijm de kruik moet repareren. Hij doet dat, maar blijkt uiteindelijk in de kruik gevangen te zitten en er niet meer uit te kunnen. Don Lollò weigert de kruik weer te breken om de reparateur te bevrijden. Deze bespeelt de onderdanen van Don Lollò echter zodanig, dat hij toch uit woede de kruik kapotslaat.
- Requiem gaat over een dorpje waarvan de inwoners, die zich illegaal op een landgoed hebben gevestigd, niet wordt toegestaan om in hun dorp mensen te begraven. De nakende dood van een van de stichters leidt tot strubbelingen waarbij ook de carabinieri betrokken worden.
- Gesprek met mijn moeder Hierin voert de schrijver een gesprek met zijn moeder tijdens een fictief bezoek aan zijn ouderlijk huis, vele jaren na haar dood. Zij vertelt over haar bezoek per boot aan haar naar Malta verbannen vader.

## Rolverdeling
| Acteur               | Personage             |
| -------------------- | --------------------- |
| Omero Antonutti      | Luigi Pirandello      |
| Regina Bianchi       | Moeder van Pirandello |
| Margarita Lozano     | Mariagrazia           |
| Claudio Bigagli      | Batà                  |
| Enrica Maria Modugno | Sidora                |